# Ścieżki dźwiękowe serii Devil May Cry
W serii Devil May Cry wydano trzy ścieżki dźwiękowe po jednej dla każdej gry w serii.

## Niepewność przed wydaniem
Początkowo Capcom był niechętny wydaniu ścieżki dźwiękowej z serii Devil May Cry z powodu słabej sprzedaży tego typu produktów. Jako przetestowanie rynku Capcom zdecydował uruchomić przedsprzedaż.
Gdy ilość chętnych do kupna okazała się wystarczająca, 15 października 2004 wydano ścieżki dźwiękowe z gier Devil May Cry i Devil May Cry 2. 
Obydwa wydania składały się z dwóch płyt, a producentami muzyki podpisani zostali Masami Ueda, Misao Senbongi i Masato Koda dla ścieżki Devil May Cry i Masato Koda, Tetsuya Shibata i Satoshi Ise dla Devil May Cry 2.

## Ścieżka Devil May Cry
Dysk 1 (62:33)
1. "Let's Rock! (Title)" - 0:19
2. "The theme of Sparda - Devil Sunday (Sparda's Theme)" -  0:42
3. "EV-01 (Opening)" -  3:15
4. "GM-01 (Mission Start)" -  1:42
5. "ST-01 (Old Castle Stage)" -  3:52
6. "Pubic Enemy (Regular Battle)" -  2:50
7. "GM-02 (Continue)" -  1:30
8. "EV-02 (Alastor Acquired)" -  1:25
9. "GM-03 (Image of the God of Space-Time)" -  2:57
10. "ST-02 (Cathedral)" -  3:56
11. "EV-03 (Sin Scissors Appears)" -  0:39
12. "ST-03 (Ocean Floor Stage)" -  1:13
13. "Red-hot Juice (Phantom Appears)" -  2:17
14. "Psycho Siren (Mid-Boss Battle)" -  1:40
15. "EV-04 (Neo Angelo Appears)" -  1:09
16. "Ultra Violet (Neo Angelo Battle)" -  3:21
17. "EV-05 (Dante Cornered)" -  0:43
18. "ST-04 (Beneath Old Castle Stage)" -  3:41
19. "EV-06 (Beelzebub Appears)" -  0:27
20. "EV-07 (Phantom Appears)" -  0:50
21. "EV-08 (Traces of Sparda)" -  1:23
22. "Lock&Load (Blade Appears- Regular Battle 2)" -  2:43
23. "EV-09 (Ifrit Acquired)" -  0:27
24. "Flock Off! (Griffon Appears- Battle)" -  2:44
25. "EV-10 (Fetish Appears)" -  0:43
26. "ST-05 (Green Garden)" -  2:41
27. "EV-11 (Neo Angelo Appears- Battle Ver.2)" -  0:35
28. "EV-12 (Ghost Ship- Setting Sail)" -  0:27
29. "EV-13 (Griffon Appears - Battle Ver.2)" -  1:18
30. "EV-14 (Ghost Ship- Sinking)" -  0:33
31. "ST-06 (Underwater Stage)" -  2:18
32. "ST-07 (Colosseum)" -  4:05
33. "EV-15 (Griffon Appears - Battle Ver. 3)" -  0:29
34. "EV-16 (Swearing On My Father's Name)" -  2:02
35. "GM-04 (Mission Clear)" -  1:21

Dysk 2 (71:07)
1. "GM-05 (Mission Start)" -   1:36
2. "Karnival (Nighttime Old Castle Stage - Plasma Appears)" -   3:26
3. "Mental Machine (Nightmare Battle)" -   3:07
4. "ST-08 (Nightmare Space)" -   2:01
5. "Anarchy in the U.W. (Battle in Hell)" -   2:32
6. "Super Ultra Violet (Neo Angelo Appears - Battle Ver. 3)" -   3:45
7. "EV-17 (The Truth)" -   0:50
8. "EV-18 (Magic Sword Sparda Acquired)" -   0:34
9. "Evil Vacuum (Hell)" -   4:18
10. "EV-19 (Nobody Appears)" -   0:21
11. "EV-20 (Magic Nightmare Barrier - Battle)" -   0:53
12. "EV-21 (Betrayal)" -   0:35
13. "The theme of Eva (Eva's Theme)" -   1:20
14. "Final Penetration (Hell Stage)" -   3:40
15. "ST-09 (Hell's Great Temple)" -   1:59
16. "EV-22 (A Scheme)" -   1:30
17. "EV-23 (Demon Emperor Mundus Appears)" -   0:40
18. "EV-24 (A Mother's Revenge)" -   0:42
19. "EV-25 (Awakening)" -   0:18
20. "Legendary Battle (Demon Emperor Mundus Battle 1: In the Sky)" -   4:41
21. "EV-26 (Dante Falls to the Earth)" -   0:12
22. "Legendary Battle Ver.2 (Demon Emperor Mundus Battle 2: On the Ground)" -   3:05
23. "EV-27 (Collapse of the Demon Emperor Mundus)" -   0:19
24. "The theme of Trish (Trish?s Theme)" -   1:34
25. "Bloody Bladder (Escape from Hell)" -   2:07
26. "EV-28 (Demon Emperor Mundus Again)" -   0:37
27. "ST-10 (Demon Emperor Mundus Battle 3: Underground)" -   2:47
28. "EV-29 (Mother's Voice - Trish Appears)" -   1:10
29. "EV-30 (Reunion - A Moment Before Death)" -   1:25
30. "I'm Coming! (Escape)" -   0:44
31. "Blue Orgasm (Blue Heavens)" -   1:12
32. "Dante & Trish ~ Seeds of Love (Staff Roll)" -   4:03
33. "Pillow Talk (Ranking Ver.1)" -   2:14
34. "Pillow Talk Again (Ranking Ver.2)" -   2:14
35. "GM-06 (Game Over)" -   0:46
36. "Super Pubic Enemy (Sparda Battle 1)" -   2:32
37. "S (Sparda Battle 2)" -   2:09
38. "Lock & Load Original" -   2:51

## Ścieżka Devil May Cry 2
Dysk 1 (48:19)
1. "Dance with devils" -   1:34
2. "Overture" -   1:49
3. "Mission Start" -   1:31
4. "Eye of the Wind (Lower Town)" -   2:08
5. "Fire Away (Dante Battle 1)" -   1:16
6. "Wings of the Guardian (Lucia Battle 1)" -   2:17
7. "A prayer for Goddes (Lucia Battle 2)" -   1:39
8. "Mission Clear" -   0:51
9. "Old Lady" -   1:07
10. "Underground (Catacomb)" -   2:09
11. "Eternal (Clock Tower)" -   2:00
12. "Cursed Giant (Orangguerra/Tartarussian Battle)" -   3:02
13. "Continue" -   1:07
14. "Game Over 0:19
15. "Bust the Beast (Goatling/Phantom Battle)" -   2:50
16. "New Factor" -   0:20
17. "Parasitic Evil (Jokatgulm Battle)" -   2:38
18. "Eye of the Wind (Uppertown)" -   3:23
19. "Assault(Infested Chopper Battle)" -   2:20
20. "Evil Tower (Nefasturris Battle)" -   3:57
21. "Mad Factory (Factory)" -   1:54
22. "Faithful Servant (Furiataurus Battle)" -   3:02
23. "Realize, Regret...Resolution" -   1:53
24. "Defective Truth" -   1:43
25. "Blast Off!" -   1:19

Dysk 2 (52:43)
1. "Mysterious Ruins (Dante Ruins)" -    2:25
2. "Unholy Relics (Lucia Ruins)" -    2:36
3. "Shoot the Works (Dante Battle 2)" -    2:55
4. "Demon's Paradise (Lucia Battle 2)" -    1:40
5. "Uncanny Noise (Noctpteran/Trismagia Battle)" -    3:13
6. "Encounter" -    0:57
7. "Power of Will" -    0:39
8. "Destructive Step (Lower Town, Hell Version)" -    1:39
9. "Blasphemy (Uroboros Building)" -    2:12
10. "A Praise of Evil" -    0:39
11. "Cry for the Moon (Arius Battle)" -    3:46
12. "Please Kill Me" -    1:01
13. "Chaotic Gloria" -    0:37
14. "Sacred Tears" -    1:32
15. "Against the Fate" -    2:43
16. "Darkness Instinct (Argosax the Chaos Battle)" -    4:30
17. "Ragnarok (The Despair Embodied Battle)" -    4:02
18. "Jackpot!" -    0:44
19. "All the Way to Hell" -    0:15
20. "Telling Sweet Lies" -    0:58
21. "Heads or Tails (Staffroll)" -    3:51
22. "~Epilogue~" -    0:49
23. "Total Result" -    2:35
24. "Mode Select" -    1:20
25. "Show Time! (Trish Battle 1)" -    2:17
26. "Spark it Up! (Trish Battle 2)" -    2:38

## Ścieżka Devil May Cry 3
Po sukcesie dwóch poprzednich albumów Capcom zdecydował wydać 31 marca 2005 ścieżkę dźwiękową z niedawno wydanej gry Devil May Cry 3: Dante’s Awakening. Jako producenci podpisani zostali Tetsuya Shibata i Kento Hasegawa. Wydanie zawiera 3 płyty.
Piosenki śpiewane z Devil May Cry 3 zostały napisane i wykonane przez Shawna "Shootie HG" McPhersona z heavymetalowej grupy Hostile Groove i Davida Bakera.
Dysk 1 (63:54)
1. "Prologue" -  1:48
2. "Opening" -  1:24
3. "Dante’s Office 7 Hells Battle" -  2:11
4. "M-1 End (To Vergil!)" -  0:37
5. "Mission Start" -  2:42
6. "M-2 Start (Dante’s Office 7 Hells Appearance)" -  0:25
7. "Battle-1 (Battle Music 1)" -  3:57
8. "M-2 End (Tower (Temen-Ni-Gru) Appearance)" -  0:22
9. "Mission Clear" -  1:20
10. "M-3 Start (Vergil and Arkham Seen at the Top of the Tower)" -  1:35
11. "Stage Music 1 (Mission 3 Stage)" -  2:50
12. "Cerberus Appearance" -  0:31
13. "Cerberus Battle" -  4:02
14. "Continue" -  1:19
15. "Cerberus Defeated ~ Three-Rod Ice Weapon Cerberus" -  0:20
16. "M-3 End (Lady's Appearance)" -  0:56
17. "M-4 Start (Arkham Faces Lady's Rejection)" -  0:53
18. "Stage Music 2 (Temen-Ni-Gru 1F ~ 2F)" -  2:52
19. "Enigma Appearance - Battle" -  0:42
20. "Gigapede Appearance" -  0:13
21. "Gigapede Battle" -  2:47
22. "M-4 End (Jester's Appearance)" -  1:11
23. "M-5 Start (Blood-Goyle Appearance ~ Battle)" -  1:13
24. "Agni & Rudra Appearance" -  0:18
25. "Agni & Rudra Battle" -  3:46
26. "M-5 End (Agni & Rudra Defeated - Flame & Tornado Blades Agni & Rudra)" -  0:22
27. "M-6 Start (Lady v.s. 7 Hells)" -  1:34
28. "Stage Music 3 (Inside Temen-Ni-Gru Upper Levels)" -  1:58
29. "M-6 End (Lady Falls)" -  0:57
30. "M-7 Start (Catch Lady)" -  0:33
31. "Vergil Appearance" -  1:11
32. "Vergil Battle 1" -  2:37
33. "M-7 End (Demon Awakening)" -  3:21
34. "M-8 Start (Temen-Ni-Gru Dive)" -  2:25
35. "Stage Music 4 (Within Leviathan)" -  2:43
36. "Gigapede Appearance Inside Leviathan" -  1:43
37. "Heart of Leviathan" -  3:04
38. "M-8 End (Suspicious Behavior)" -  1:12

Dysk 2 (69:38)
1. "M-9 Start (Leviathan Falls)" -   1:46
2. "Stage Music 5 (Subterranean Lake)" -   2:27
3. "Nevan Appearance" -   0:49
4. "Nevan Battle" -   3:28
5. "Nevan Defeated - Thunder Blade Nevan" -   0:47
6. "M-9 End (Lady Surrounded by the 7 Hells)" -   0:36
7. "M-10 Start (Betrayal)" -   2:07
8. "Eternal Mechanism Set (Dante Lifting)" -   0:22
9. "M-10 End (Lady's Past)" -   2:00
10. "M-11 Start (Arkham's Death)" -   2:31
11. "Stage Music 6 (Gears Room - Underground Arena)" -   2:13
12. "Beowulf Appearance" -   0:38
13. "Beowulf Battle" -   2:58
14. "Beowulf Defeated" -   0:37
15. "M-11 End (Vanished Arkham)" -   0:11
16. "M-12 Start (Jester Reveals the Mystery of Temen-Ni-Gru)" -   1:10
17. "Geryon Appearance" -   0:24
18. "Geryon Battle 1" -   3:39
19. "Bridge Lowered ~ Geryon Battle 2" -   0:48
20. "Geryon Defeated ~ Get Quicksilver Style!" -   0:25
21. "M-12 End (Vergil Defeats Beowulf)" -   0:49
22. "M-13 Start (Ritual)" -   0:41
23. "Reunion" -   0:48
24. "Vergil Battle 2" -   5:30
25. "M-13 End (Conspiracy)" -   2:48
26. "M-14 Start (Arkham Standing at the Top of Temen-Ni-Gru)" -   1:16
27. "The Two Who Chase Arkham" -   1:04
28. "Mission Start 2 (Mission Start 2)" -   2:40
29. "Stage Music 7 (Temen-Ni-Gru After the Ritual)" -   4:02
30. "Battle-2 (Battle Music 2)" -   3:05
31. "M-14 End (Bike Action)" -   1:17
32. "The Fallen Appearance - Battle" -   0:32
33. "Divinity Statue" -   3:50
34. "M-15 End (Arkham Goes to the Demon World)" -   2:04
35. "M-16 Start (The Path to the Demon World)" -   0:16
36. "Stage Music 8 (Temen-Ni-Gru United With the Demon World)" -   2:08
37. "Confrontation With Lady" -   0:53
38. "Lady Battle" -   4:00
39. "M-16 End (Confiding Lady)" -   1:59

Dysk 3 (63:46)
1. "M-17 Start (Arkham Pulls Out Demon Sword Sparda)" -    1:20
2. "Doppelganger Appearance" -    0:46
3. "Doppelganger Battle" -    2:00
4. "Get Doppelganger Style!" -    0:20
5. "Stage Music 9 (Demon World)" -    4:56
6. "Damned Chess Battle" -    3:36
7. "M-18 End (Arkham's Awakening)" -    0:54
8. "Stage Music 10 (Neverending Void of Hades)" -    2:29
9. "Arkham Running Amok" -    1:26
10. "Arkham Battle" -    3:07
11. "Intrusion" -    0:34
12. "Arkham Battle 2" -    4:46
13. "M-19 End (Jackpot!)" -    1:23
14. "M-20 Start (Father-Daughter Conclusion)" -    2:58
15. "Sibling Showdown" -    0:58
16. "Vergil Battle 3" -    6:52
17. "M-20 End (Conclusion)" -    2:27
18. ""Devils Never Cry" (Staff Roll)" -    5:19
19. "Epilogue" -    1:10
20. "Vergil Afterwards" -    0:53
21. "Total Result" -    2:48
22. "Game Over" -    0:14
23. "Super Play (Super Play Movie)" (utwór bonusowy) –    1:24
24. "Loop Demo Movie" (utwór bonusowy) –    3:34
25. "Motion Capture Movie" (utwór bonusowy) –    3:22
26. "Video Continuity" (utwór bonusowy) –    3:05
27. "Promotion Movie" (utwór bonusowy) –    1:05